# آبرکرامبی (داکوتای شمالی)
آبرکرامبی(به انگلیسی: Abercrombie) شهری در ایالت داکوتای شمالی کشور ایالات متحده آمریکا است که جمعیت آن در سرشماری سال ۲۰۱۰ میلادی، ۲۶۳ نفر بوده‌است.